# Ett revolutionsbröllop
Ett revolutionsbröllop är en tysk stumfilm från 1928 i regi av A.W. Sandberg. Filmen är baserad på Sophus Michaeliss skådespel med samma titel från 1906. I filmens huvudroller ses Gösta Ekman och Karina Bell.

## Handling
Filmen utspelar sig under den franska revolutionen på 1790-talet. Alaine de l'Estelle och hennes jungfru Leontine försöker ta sig utifrån Paris, och de får oväntad hjälp från Marc Aron. Det uppstår starka känslor honom och Alaine emellan, men ödet är emot dem.

## Om filmen
Filmen premiärvisades i december 1928, i Stockholm hade filmen premiär på  Palladium.[källa behövs]

## Rollista i urval
- Gösta Ekman – Marc Aron
- Karina Bell – Leontine
- Diomira Jacobini – Alaine de l'Estelle
- Fritz Kortner – Montaloup
- Paul Henckels – Prosper
- Walter Rilla – Marquis Ernest de Tressailles